# Caxito
Caxito (talvolta scritto Kaxito o Kashito) è un comune dell'Angola situato nella municipalità di Dande appartenente alla provincia del Bengo.
È situata circa 60 km a nord di Luanda ed è capoluogo della provincia di Bengo. 
Nel 2007 la città è diventata sede di diocesi.